# 孙学铭
孙学铭（1936年10月9日—2010年7月26日），江苏徐州人，中国水墨、钢笔画家。

## 生平
1936年生于江苏徐州。曾在东海舰队文工团从事音乐及领导工作。后任上海市文化局图书、博物、美术处处长，上海中国画院书记兼副院长，上海美术家协会会员。 
孙学铭自幼酷爱音乐及绘画，1950年参加徐州第一届美术学习班，后来虽然从事音乐工作，几十年来从未间断过绘画。擅长中国山水画和钢笔画的创作。
作品在文汇报、解放日报、民生报、新晚报、天天日报、侨报等国内外诸多报刊杂志上发表。1993年在台湾举办“孙学铭钢笔画特展”并出版《孙学铭钢笔画集》；1995年在徐州李可染故居举办省亲画展；1998年在美国洛杉矶举办个人画展。其作品曾在国内外多次获奖。